# Béla IV:s gyllene bulla

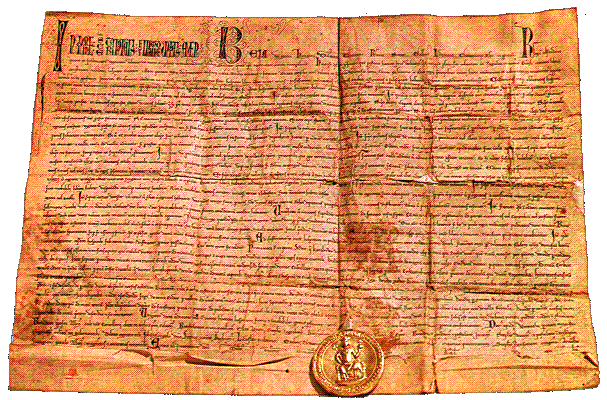
Béla IV gyllene bulla.

Béla IV:s gyllene bulla (kroatiska: Zlatna bula Bele IV.) var en gyllene bulla eller edikt som 1242 utfärdades av den ungersk-kroatiska kungen Béla IV till invånarna i Gradec, idag Zagrebs historiska stadskärna. Bullan fastslog att Gradec hädanefter skulle vare en kunglig fristad med speciella fri- och rättigheter. Dokumentet anses vara ett av de viktigaste i Zagrebs historia och originalet finns sedan 1915 i det Kroatiska statsarkivet i Zagreb.

## Upprinnelse
Under 1200-talet hade tatariska stammar intagit och ödelagt stora delar av östra Europa. I slaget vid Muhi vid floden Sajó i närheten av Miskolc i april 1241 led ungrarna nederlag mot de framryckande tatarerna. Den ungersk-kroatiska kungen Béla IV lät då sända sin hustru, son och två döttrar till säkerheten i Zagreb. I transporten till Zagreb medföljde även flera av kronans värdesaker och viktiga dokument. Kort därefter kom kungen med sitt följe. Sedan tatarerna trängt in i Slavonien valde kungen att bege sig söderut till de befästa städerna vid Adriatiska havet och undkom på så sätt tatarerna som vid det laget hade nått det dåligt rustade Zagreb och stuckit katedralen i brand. Sedan tatarerna hade dragit sig tillbaka och hotet för denna gång försvunnit valde kungen att belöna dem som hjälpt honom. För att stå emot fler räder från tatarerna lät Béla IV rekonstruera försvaret av sitt rike. Endast befästa städer skulle kunna komma att stå emot en andra invasion. Det nya försvaret skulle komma att grundas på kungliga fristäder varav Gradec skulle vara en dessa. I staden Virovitica utfärdade han den 16 november 1242 således ett edikt, senare kallad gyllene bulla på grund av det dubbla gyllene sigillet, till invånarna i Gradec (Zagreb).

## Bullan och dess innehåll
Bullan är skriven på ett pergament, språket är diplomatiskt och skrivet på latin. Dokumentet slår bland annat fast att Gradec hädanefter ska vara en kunglig fristad, direkt underställd kungen, och inte som tidigare banen eller länet. Staden tilldelas visst självstyre med rätt att välja sin egen ledning och stadsdomare. Stadsdomaren kan väljas av stadsledningen en gång om året och staden tillåts att bedriva handel och hålla mässor i egen regi. Stadens invånare lovas ersättning om de skulle bli överfallna eller plundrade på ungerskt, kroatiskt, slavonskt eller dalmatiskt territorium och befrias vägskatter inom det Ungerskt-kroatiska kungariket. 

### Fotnoter
1. 1 2 3  Kroatiska statstelevisionen Arkiverad 6 mars 2016 hämtat från the Wayback Machine. – officiell webbplats (kroatiska)
2. 1 2  Kroatiska posten Arkiverad 4 mars 2016 hämtat från the Wayback Machine. – officiell webbplats (engelska)